# Phố Diêm

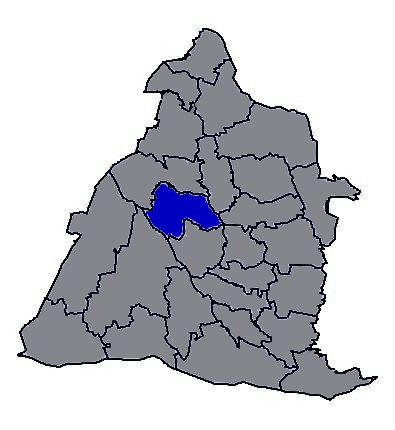
Vị trí tại Chương Hóa

Phố Diêm (tiếng Trung: 埔鹽鄉; bính âm: Pùyán Xiāng) là một hương (xã) của huyện Chương Hóa, tỉnh Đài Loan, Trung Hoa Dân Quốc (Đài Loan). Hương từng là nơi cư trú của người Babuza và hiện có tuyến quốc lộ chạy qua địa bàn. Tên gọi của hương xuất phát từ việc xưa kia vào mùa đông, có nhiều sương muối đọng trên các bãi cỏ trên địa bàn. Tổng diện tích của Phố Diêm là 38,6080 km², dân số vào tháng 8 năm 2011 là 34.077 người thuộc 8.860 hộ gia đình, mật độ cư trú đạt 882,6 người/km².